# 第82回全日本アイスホッケー選手権大会
第82回全日本アイスホッケー選手権大会（だい82かい ぜんにほんアイスホッケーせんしゅけんたいかい）は、2014年12月5日から12月7日まで新横浜スケートセンターで開催された全日本アイスホッケー選手権大会である。H.C.栃木日光アイスバックスが初優勝を達成（古河電工時代を含めると52年ぶり5度目）。プロチームの優勝は大会史上初である。

## 出場チーム
出場チームは下記の8チーム
アジアリーグアイスホッケー 4チーム
- 日本製紙クレインズ
- 王子イーグルス
- 東北フリーブレイズ
- H.C.栃木日光アイスバックス

関東大学アイスホッケーリーグ戦 2チーム
- 明治大学
- 中央大学

関西学生アイスホッケーリーグ戦 1チーム
- 関西大学

第2回日本アイスホッケー連盟会長杯 優勝チーム
- トヨタ自動車北海道センチュリーズ

## 試合結果
1回戦　12月5日
| 時刻   |                                                                 |
| ------ | --------------------------------------------------------------- |
| 10：00 | トヨタ自動車北海道センチュリーズ 1-8 H.C.栃木日光アイスバックス |
| 13：00 | 日本製紙クレインズ 6-2 明治大学                                 |
| 16：00 | 関西大学 1-4 王子イーグルス                                     |
| 19：00 | 東北フリーブレイズ 4-3 中央大学                                 |

準決勝　12月6日
| 時刻   |                                               |
| ------ | --------------------------------------------- |
| 12：00 | 日本製紙クレインズ 3-6 栃木日光アイスバックス |
| 15：00 | 東北フリーブレイズ 4-3 王子イーグルス         |

3位決定戦　12月7日
| 時刻   |                                       |
| ------ | ------------------------------------- |
| 12：00 | 日本製紙クレインズ 2-3 王子イーグルス |

決勝　12月7日
| 時刻   |                                               |
| ------ | --------------------------------------------- |
| 15：00 | 栃木日光アイスバックス 3-2 東北フリーブレイズ |

## 表彰
| 部門       | 受賞者   | 所属                       |
| 最優秀選手 | 上野拓紀 | H.C.栃木日光アイスバックス |